# OneSchool Global Nyby Campus
OneSchool Global Nyby Campus AB, tidigare Laboraskolan, är en friskola i Nyby i Hylte kommun  som sedan augusti 2007 bedriver grundskoleverksamhet (3-9) och gymnasieverksamhet med inriktning ekonomiprogrammet Skolan har anknytning till den gren av Plymouthbröderna som finns i Sverige, de Exklusiva bröderna, men har valt att inte klassa sig som en konfessionell skola.

## Skolverkets granskningar

### 2007-2009
Efter en lång process med Skolverket fick Plymouthbröderna tillstånd att hösten 2007 starta en friskola med kravet att varken rektorn eller lärarna tillhörde Plymouthrörelsen. 2008 hade skolan 57 elever och enligt rektorn var alla elever på skolan barn till föräldrar som tillhör det kristna samfundet Bröderna, fast skolan är öppen för alla.
Skolan fick kritik i en rapport av Skolinspektionen 2008 bland annat för att den efter påtryckningar från föräldrar tagit bort relevant bredvidläsningslitteratur. Föräldrarna sades ofta ha varit tveksamma till litteratur som handlar om ungdomskärlek och rektorn beskrev en i vissa fall tröttsam diskussion med några föräldrar om litteraturlistan. Kritiken i rapporten gällde även att alla lärare utom en, i strid mot lagen, inte var anställda av skolan utan av en enskild firma som drevs av rektorn. I samma rapport framgick att eleverna trivdes på skolan och att flera av dem uttryckte lättnad över att slippa sina tidigare skolmiljöer men att de flesta också hade haft en bra situation på sina tidigare skolor. En annan fråga som lyftes i rapporten är att barn till föräldrar inom samfundet inte kan sitta och äta vid samma bord som barn till föräldrar utanför samfundet, enligt rektorn en viktig princip för huvudmannen. Skolinspektionen menade att hur man löser frågan "har betydelse för huvudmannens trovärdighet kring skolans värdegrundsuppdrag och kravet på att skolan ska vara öppen för alla", men eftersom det bara är barn till Bröderna som går på skolan har frågan inte prövats i praktiken. Dåvarande rektor anmälde missförhållanden till skolinspektionen och det ledde till[källa behövs] att han avskedades. Han blev senare stämd av Laboraskolan för att ha avslöjat företagshemligheter och för ekonomiska oegentligheter under sin tid som rektor. Efter en lång process vann Laboraskolan denna tvist i Hovrätten.
Hösten 2009 var Skolinspektionen nöjd med hur Laboraskolan fungerade och avslutade sin granskning.

### 2012
2012 hade skolinspektören besökt skolan sju gånger på tre år. Efter den senaste tillsynen hösten 2011 rapporterades i januari 2012 bland annat att ingen av de i personalen som undervisade på gymnasienivå hade behörighet för det, att gymnasieutbildningen inte uppfyllde kraven på innehåll (med brister i den arbetsplatsförlagda undervisningen) och att man inte respekterade att rektorn ensam ska leda det pedagogiska arbetet. Den allvarligaste kritiken gällde den omfattande och otillåtna distansundervisningen av 15 elever två eller tre dagar i veckan som tillkommit efter Skolinspektionens besök 2010. Man rapporterade även att intrycket var att Laboraskolan var bättre än många andra skolor med lugn miljö utan disciplinproblem, hög måluppfyllelse med saklig och allsidig undervisning och med studiemotiverade elever.
I april hade alla lärare som var med och startade skolan slutat. Tre före detta lärare och skolans förre rektor var mycket kritiska och menade att skolledningen medvetet ljugit och fört Skolinspektionen bakom ljuset. Förre rektorn sedan fyra år sade att skolan "medvetet, planmässigt och organiserat bryter mot skollag om allsidighet och saklighet", att skollitteratur och filmer censurerades och att all internettrafik filtreras via Plymouthbrödernas servrar i England där endast vissa sidor var åtkomliga efter att ha godkänts i förhand (så kallad whitelisting). Bland de sidor som inte var tillåtna fanns Riksdagens hemsida, Utbildningsradion, Wikipedia och Google. Skolinspektionen sade att det inte är olagligt att censurera nätet, men att man inte hört talas om att just Riksdagens hemsida inte gavs åtkomst. Laboraskolans ordförande medgav viss censur av internet och tidigare censur av böcker, men menade att Plymouthbrödernas undanskymda livsstil gjorde att ondsinta rykten sprids.
Skolan avfärdade i ett pressmeddelande mycket av den kritik som en deltagare i SVT:s Debatt, Christer Sturmark, framfört. På skolans hemsida förklarades att kritiken mot skolan bottnade i personliga konflikter som uppstått när lärare förlorat jobbet vid omorganisationer och att internetfiltret hindrade tillgång till pornografi och chattsajter, något man menade var en alltmer vanligt förekommande företeelse i skolor och på företag. Plymouthbröderna menade att eftergymnasial utbildning uppmuntras och främjas både hos män och kvinnor då det "förbereder dem för att hitta bra jobb, driva egna företag och ta ansvar i samhället". Trots detta har det hänt att skolans styrelse nekat studievägledaren att informera de elever som gick sista året på gymnasiet om högskoleprovet och enligt Kalla fakta är studier på högskola och universitet förbjudet i rörelsen. Laboraskolans styrelse sade att Kalla faktas granskning var vinklad.

### 2014-2017
Hösten 2014 kritiserade Skolinspektionen åter Laboraskolan hårt.
Skolinspektionen gjorde ytterligare inspektioner under 2015 och i december bekräftade slutligen myndigheten att Laboraskolan nu har utfört nödvändiga förbättringar.[källa behövs]
Höstterminen 2017 genomförde Skolinspektionen sin sjätte granskning/tillsyn av Laboraskolan AB. Labora Grundskola erhöll för första gången i skolans historia ett ”prickfritt” beslut i direkt anslutning till Skolinspektionens lektionsobservationer, granskning av läromedel och intervjuer med elever, lärare, rektor och huvudman.

## Övrig historik
Laboraskolan blev under 2015 certifierad enligt ISO 9001.[källa behövs]
SDL (self-directed learning) eller eget lärande introducerades 2016.[källa behövs]
2019 bytte Laboraskolan AB namn till OneSchool Global Nyby Campus AB och förklarade sig vara en del av Plymouthbrödernas nätverk för de egna skolorna, Oneschool som finns i 19 länder. Skolan uppdaterade sin vision och inriktning till att följa OneSchool Globals, dock med vissa anpassningar för att följa svensk skollag och läroplan. Skolan antar en kristen värdegrund utan konfessionella inslag i verksamheten.
Enligt en granskning av SVT under hösten 2022 får inte lärarna utbilda eleverna i teorin om big bang samt de ska undvika prata med eleverna om skilsmässor, hbtq-frågor och evolutionsteorin.